# Diego Ulissi
Diego Ulissi   (Cecina, 15 de juliol de 1989) és un ciclista italià, professional des del 2010. Actualment corre a l'equip XDS Astana Team.
Com a ciclista amateur destaquen dos campionats del món en ruta en categoria júnior, el 2006 i 2007. Com a professional les seves victòries més destacades són al Giro d'Itàlia, on ha guanyat tres etapes: una el 2011, després de la desqualificació de Giovanni Visconti, amb qui disputava l'esprint, i dues el 2014.
El juny de 2014 es va anunciar que Ulissi havia donat positiu en un control antidopatge que se li havia practicat durant la disputa del Giro d'Itàlia de 2014, en què havia guanyat dues etapes. El positiu fou per salbutamol, un medicament emprat per combatre l'asma i que es troba al Ventolin. Ulissi tenia permís per emprar el Ventolin, però en el control es va detectar gairebé el doble de la concentració permesa de salbutamol en l'orina. El gener de 2015 se li comunicà una sanció de nou mesos, que finalitzà el 28 de març de 2015. Poc després de finalitzar la seva suspensió va prendre part al Giro d'Itàlia, en què aconseguí guanyar la 7a etapa, amb final a Fiuggi.
El 15 d'octubre 2017 va guanyar la Volta a Turquia.

## Palmarès
- 2006
  -  Campió del món júnior en ruta
  - Vencedor d'una etapa del Giro de la Lunigiana
- 2007
  -  Campió del món júnior en ruta
- 2008
  - 1r al Giro a la Província de Biella
- 2010
  - 1r al Gran Premi de Prato
- 2011
  - 1r a la Volta a Eslovènia i vencedor d'una etapa
  - Vencedor d'una etapa del Giro d'Itàlia
- 2012
  - 1r al Gran Premi de la indústria i el comerç artesanal de Carnago
  - Vencedor d'una etapa de la Setmana Internacional de Coppi i Bartali
- 2013
  - 1r a la Setmana Internacional de Coppi i Bartali i vencedor d'una etapa
  - 1r a la Milà-Torí
  - 1r a la Copa Sabatini
  - 1r al Giro de l'Emília
  - Vencedor d'una etapa de la Volta a Polònia
- 2014
  - Vencedor de 2 etapes al Giro d'Itàlia
  - Vencedor d'una etapa al Tour Down Under
- 2015
  - 1r al Memorial Marco Pantani
  - Vencedor d'una etapa del Giro d'Itàlia
- 2016
  - 1r al Circuit de Getxo
  - 1r al Czech Cycling Tour i vencedor d'una etapa
  - Vencedor de 2 etapes al Giro d'Itàlia
  - Vencedor d'una etapa de la Volta a Eslovènia
- 2017
  - 1r al Gran Premi de la costa dels Etruscs
  - 1r al Gran Premi Ciclista de Mont-real
  - 1r a la Volta a Turquia i vencedor d'una etapa
- 2018
  - Vencedor d'una etapa a la Volta a Suïssa
- 2019
  - 1r a la Volta a Eslovènia i vencedor d'una etapa
  - 1r al Tokyo 2020 Test Event
- 2020
  - 1r a la Volta a Luxemburg i vencedor de 2 etapes
  - Vencedor de 2 etapes al Giro d'Itàlia
- 2021
  - 1r a la Settimana Ciclistica Italiana i vencedor de 2 etapes
  - Vencedor d'una etapa a la Volta a Eslovènia
- 2022
  - 1r al Gran Premi de la indústria i l'artesanat de Larciano
  - Vencedor d'una etapa al Tour del Llemosí
- 2023
  - Vencedor d'una etapa del Tour d'Oman
- 2024
  - 1r a la Volta a Àustria i vencedor d'una etapa
  - Vencedor d'una etapa a la Setmana Internacional de Coppi i Bartali
- 2025
  - 1r al Giro dels Apenins

### Resultats al Giro d'Itàlia
- 2011. 41è de la classificació general. Vencedor de la 17a etapa
- 2012. 21è de la classificació general
- 2014. No surt (18a etapa). Vencedor de 2 etapes
- 2015. 64è de la classificació general. Vencedor d'una etapa
- 2016. 21è de la classificació general. Vencedor de 2 etapes
- 2018. 28è de la classificació general
- 2019. 42è de la classificació general
- 2020. 38è de la classificació general. Vencedor de 2 etapes
- 2021. 17è de la classificació general
- 2022. 37è de la classificació general
- 2023. 28è de la classificació general
- 2025. 21è de la classificació general

### Resultats a la Volta a Espanya
- 2013. 32è de la classificació general

### Resultats al Tour de França
- 2017. 39è de la classificació general